# Клоакална бурза
Клоакалната бурза (на латински: bursa cloacalis известна също като клоачна бурза, фабрициева жлеза или бурза на Фабриций, на латински: bursa fabricii) е дорзален медианен дивертикул на проктодеума. Тя е нечифтен лимфопоетичен орган, характерен само за птиците. Разположена е в медианната равнина между дорзалната стена на клоаката и гръбначния стълб. Анатомично торбичката е част от клоаката. Тя се отваря в нея с тясна цепнатина. Открита е от Джероламо Фабриций, на когото е и наречена днес. Бурзата подобно на тимуса при бозайниците е добре развита при всички млади птици, докато при половозрелите птици тя постепенно редуцира. Началото на инволуцията на бурзата съвпада с това на инволуцията на тимуса. При възрастни птици остава малко възелче.

## Строеж
Клоакалната бурза е малка, нечифтна, крушовидна и кълбовидна по форма торбичка и расте твърде бързо през първите 3 седмици от живота на птиците. Стената ѝ е подобна по строеж на дебелото черво. Лигавицата на вътрешната повърхност на бурзата образува 11 – 13 надлъжни успоредни гънки. В нея се образуват В-лимфоцити и В-имунобласти. Бурзата притежава ствол, collum bursae cloacalis, който завършва с отвор, ostium bursae cloacalis на дорзалната стена на проктодеума.

## Функция
Бурзата е „крайъгълен камък“ на имунната система и с нейната лимфоидна тъкан взема участие в произвеждането на лимфоцити и синтезирането на различни антитела. Опитите с отстраняване на бурзата при новоизлюпени пилета показват, че те са неспособни да образуват антитела, въпреки че притежават тимус. Следователно органът контролира изработването на антитела, а тимусът осигурява клетъчния имунен отговор. Бозайниците и човекът обаче нямат такъв орган. Следователно при тях трябва да има аналог, който да изпълнява подобна функция. Някои учени предполагат, че тя се изпълнява от сляпото черво и дори апендикса при човека.

## Особености
- При 12-месечни кокошки и 14-месечни гъски не се наблюдава[3].
- При кокошка са установени и чифтни допълнителни бурзи, разположени от всяка страна на ствола[3].
- При патица и гъска клоакалната бурза е продълговата (цилиндрична) и тясна, и изчезва по-късно. При патица е по-голяма, като на 6-месечна възраст достига 5 cm дължина и диаметър 7 mm[3].
- При гълъб изчезва сравнително рано[3].